# Georges Delerue
Georges Henri Jean-Baptiste Delerue (Roubaix, 12 marzo 1925 – Los Angeles, 20 marzo 1992) è stato un compositore francese.
Ha composto la colonna sonora per oltre 300 tra film e fiction televisive, oltre a diverse partiture per spettacoli Suoni e luci in diverse parti del mondo.

## Biografia
Si è perfezionato al Conservatorio di Parigi sotto la guida di Darius Milhaud. Nel 1949 ottiene il primo premio di composizione e vince il Prix de Rome. Nel 1952, ha ricevuto l'incarico di compositore e direttore d'orchestra della Radio francese.
Ha lavorato per i più grandi registi francesi, in particolare quelli appartenenti alla Nouvelle Vague, instaurando un vero sodalizio con François Truffaut, nonché per la televisione e la radio. Nel 1972 ha iniziato a lavorare a Hollywood, e a metà degli anni ottanta si trasferisce definitivamente negli Stati Uniti, stabilendosi a Los Angeles.
Ha composto anche la musica per il balletto Enetime di Flemming Flindt (16 aprile 1963), creato per la televisione danese e basato sul dramma La Leçon di Eugène Ionesco.
Nel corso della sua carriera ultra quarantennale si è cimentato, oltre che con la musica da film, anche con la musica classica dimostrando un talento e una sensibilità fuori dall'ordinario. La sua scrittura classicheggiante è sempre piena di inventiva e brio e riesce ad adeguarsi facilmente alle richieste del regista.
Con la sua scrittura ispirata riesce a rendere alla perfezione lo stato d'animo dei personaggi ed è capace di scrivere per qualsiasi soggetto cinematografico grazie alla duttilità della sua vena compositiva.
È morto a 67 anni, per un attacco di cuore, nella sua casa sulle colline di Hollywood.

## Filmografia parziale

### Cinema
- Hiroshima mon amour, regia di Alain Resnais (1959)
- Una ragazza per l'estate (Une fille pour l'été), regia di Édouard Molinaro (1960)
- Asfalto che scotta (Classe tous risques), regia di Claude Sautet (1960)
- I giochi dell'amore (Les jeux de l'amour), regia di Philippe de Broca (1960)
- Don Giovanni '62 (Le farceur), regia di Philippe de Broca (1960)
- Tirate sul pianista (Tirez sur le pianiste), regia di François Truffaut (1960)
- Tempesta in Normandia (Arrêtez les tambours), regia di Georges Lautner (1961)
- L'amante di 5 giorni (L'amant de cinq jours), regia di Philippe de Broca (1961)
- L'inverno ti farà tornare (Une aussi longue absence), regia di Henri Colpi (1961)
- L'affare Nina B. (L'affaire Nina B.), regia di Robert Siodmak (1961)
- Chi ha ucciso Bella Shermann? (La mort de Belle), regia di Édouard Molinaro (1961)
- Jules e Jim (Jules et Jim), regia di François Truffaut (1962)
- Cartouche, regia di Philippe de Broca (1962)
- L'amore a vent'anni (L'amour à vingt ans), episodio Antoine e Colette, regia di François Truffaut (1962)
- Il delitto non paga (Le crime ne paie pas), regia di Gérard Oury (1962)
- L'immortale (L'immortelle), regia di Alain Robbe-Grillet (1963)
- Rififi a Tokyo (Rififi à Tokyo), regia di Jacques Deray (1963)
- Lo sciacallo (L'aîné des Ferchaux), regia di Jean-Pierre Melville (1963)
- Il disprezzo (Le Mépris), regia di Jean-Luc Godard (1963)
- L'uomo di Rio (L'homme de Rio), regia di Philippe de Broca (1964)
- La calda amante (La peau douce), regia di François Truffaut (1964)
- Frenesia del piacere (The Pumpkin Eater), regia di Jack Clayton (1964)
- Il ribelle di Algeri (L'insoumis), regia di Alain Cavalier (1964)
- Mata-Hari, agente segreto H21 (Mata Hari, agent H21), regia di Jean-Louis Richard (1964)
- Colpo grosso ma non troppo (Le corniaud), regia di Gérard Oury (1965)
- Amori di una calda estate (Los pianos mecánicos), regia di Juan Antonio Bardem (1965)
- Rapimento (Rapture), regia di John Guillermin (1965)
- L'uomo di Hong Kong (Les Tribulations d'un chinois en Chine), regia di Philippe de Broca (1965)
- Viva Maria!, regia di Louis Malle (1965)
- Un uomo per tutte le stagioni (A Man for All Seasons), regia di Fred Zinnemann (1966)
- Tutti pazzi meno io (Le roi de coeur), regia di Philippe de Broca (1966)
- La 25ª ora (La Vingt-cinquième heure), regia di Henri Verneuil (1967)
- Tutte le sere alle nove (Our Mother's House), regia di Jack Clayton (1967)
- Non tirate il diavolo per la coda (Le diable par la queue), regia di Philippe de Broca (1969)
- Il cervello (Le cerveau), regia di Gérard Oury (1969)
- Donne in amore (Women in Love), regia di Ken Russell (1969)
- Di pari passo con l'amore e la morte (A Walk with Love and Death), regia di John Huston (1969)
- Anna dei mille giorni (Anne of the Thousand Days), regia di Charles Jarrott (1969)
- Ulisse non deve morire (Heureux qui comme Ulysse), regia di Henri Colpi (1970)
- Il conformista, regia di Bernardo Bertolucci (1970)
- Portami quello che hai e prenditi quello che vuoi (Les caprices de Marie), regia di Philippe de Broca (1970)
- Promessa all'alba (Promise at Dawn), regia di Jules Dassin (1970)
- Cavalieri selvaggi (The Horsemen), regia di John Frankenheimer (1971)
- Le due inglesi (Les deux anglaises et le continent), regia di François Truffaut (1971)
- Mica scema la ragazza! (Une belle fille comme moi), regia di François Truffaut (1972)
- Effetto notte (La Nuit américaine), regia di François Truffaut (1973)
- Il giorno dello sciacallo (The Day of the Jackal), regia di Fred Zinnemann (1973)
- Il giorno del delfino (The Day of the Dolphin), regia di Mike Nichols (1973)
- L'importante è amare (L'important c'est d'aimer), regia di Andrzej Żuławski (1975)
- L'incorreggibile (L'incorrigible), regia di Philippe de Broca (1975)
- Police Python 357, regia di Alain Corneau (1976)
- Il genio (Le grand escogriffe), regia di Claude Pinoteau (1976)
- Giulia (Julia), regia di Fred Zinnemann (1977)
- Preparate i fazzoletti (Préparez vos mouchoirs), regia di Bertrand Blier (1978)
- Disavventure di un commissario di polizia (Tendre poulet), regia di Philippe de Broca (1978)
- L'amante proibita (La petite fille en velours bleu), regia di Alan Bridges (1978)
- L'amore fugge (L'amour en fuite), regia di François Truffaut (1978)
- Un amore perfetto o quasi (An Almost Perfect Affair), regia di Michael Ritchie (1979)
- Una piccola storia d'amore (A Little Romance), regia di George Roy Hill (1979)
- L'ultimo metrò (Le dernier métro), regia di François Truffaut (1980)
- Guardato a vista (Garde à vue), regia di Claude Miller (1981)
- Ricche e famose (Rich and Famous), regia di George Cukor (1981)
- L'assoluzione (True Confessions), regia di Ulu Grosbard (1981)
- La signora della porta accanto (La femme d'à côté), regia di François Truffaut (1981)
- La signora è di passaggio (La Passante du Sans-Souci), regia di Jacques Rouffio (1982)
- Vacanze africane (L'africain), regia di Philippe de Broca (1983)
- Un uomo, una donna e un bambino (Man, Woman and Child), regia di Dick Richards (1983)
- Star's Lovers (Exposed), regia di James Toback (1983)
- L'estate assassina (L'été meurtrier), regia di Jean Becker (1983)
- Finalmente domenica! (Vivement dimanche!), regia di François Truffaut (1983)
- Silkwood, regia di Mike Nichols (1983)
- L'oro dei legionari (Les Morfalous), regia di Henri Verneuil (1984)
- Qualcosa di biondo, regia di Maurizio Ponzi (1984)
- Maxie, regia di Paul Aaron (1985)
- Agnese di Dio (Agnes of God), regia di Norman Jewison (1985)
- Salvador, regia di Oliver Stone (1986)
- Presunta assassina (Mesmerized), regia di Michael Laughlin (1986)
- Consiglio di famiglia (Conseil de famille), regia di Costa-Gavras (1986)
- Discesa all'inferno (Descente aux enfers), regia di Francis Girod (1986)
- Crimini del cuore (Crimes of the Heart), regia di Bruce Beresford (1986)
- Platoon, regia di Oliver Stone (1986)
- Un uomo innamorato (Un homme amoureux), regia di Diane Kurys (1987)
- A servizio ereditiera offresi (Maid to Order), regia di Amy Holden Jones (1987)
- Ehi... ci stai? (The Pick-up Artist), regia di James Toback (1987)
- La segreta passione di Judith Hearne (The Lonely Passion of Judith Hearne), regia di Jack Clayton (1987)
- Labirinto mortale (The House on Carroll Street), regia di Peter Yates (1988)
- Les Chouans! I rivoluzionari bianchi (Chouans!), regia di Philippe de Broca (1988)
- Frenesie... militari (Biloxi Blues), regia di Mike Nichols (1988)
- Un prete da uccidere (To Kill a Priest), regia di Agnieszka Holland (1988)
- Paris by Night, regia di David Hare (1988)
- I gemelli (Twins), regia di Ivan Reitman (1988)
- Spiagge (Beaches), regia di Garry Marshall (1988)
- Alibi seducente (Her Alibi), regia di Bruce Beresford (1989)
- Fiori d'acciaio (Steel Magnolias), regia di Herbert Ross (1989)
- Joe contro il vulcano (Joe Versus the Volcano), regia di John Patrick Shanley (1990)
- Mister Johnson, regia di Bruce Beresford (1990)
- Uomini al passo (Cadence), regia di Martin Sheen (1990)
- Manto nero (Black Robe), regia di Bruce Beresford (1991)
- Diên Biên Phú, regia di Pierre Schoendoerffer (1992)
- La gatta e la volpe (Man Trouble), regia di Bob Rafelson (1992)

### Televisione
- Thibaud, il cavaliere bianco (Thibaud ou les Croisades) (1969)
- Paul Gauguin, regia di Roger Pigaut (1975)
- I compagni di Eleusis (Les compagnons d'Eleusis) (1975)
- Storie incredibili (Amazing Stories) - serie TV, 3 episodi (1986-1987)
- Fuga da Sobibor (Escape from Sobibor), regia di Jack Gold (1987)
- La rivoluzione francese (La révolution française), regia di Robert Enrico e Richard T. Heffron (1989)

## Riconoscimenti
- Oscar alla migliore colonna sonora
  - 1970: candidato - Anna dei mille giorni (Anne of the Thousand Days)
  - 1974: candidato - Il giorno del delfino (The Day of the Dolphin)
  - 1978: candidato - Giulia (Julia)
  - 1980: vincitore - Una piccola storia d'amore (A Little Romance)
  - 1986: candidato - Agnese di Dio (Agnes of God)
- Golden Globe per la migliore colonna sonora originale
  - 1970: candidato - Anna dei mille giorni (Anne of the Thousand Days)
  - 1974: candidato - Il giorno del delfino (The Day of the Dolphin)
  - 1980: candidato - Una piccola storia d'amore (A Little Romance)
- Premio César per la migliore musica da film
  - 1977: candidato - Police Python 357 e Il genio (Le grand escogriffe)
  - 1979: vincitore - Preparate i fazzoletti (Préparez vos mouchoirs)
  - 1980: vincitore - L'amore fugge (L'amour en fuite)
  - 1981: vincitore - L'ultimo metrò (Le dernier métro)
  - 1983: candidato - La signora è di passaggio (La passante du Sans-Souci)
  - 1984: candidato - L'estate assassina (L'été meurtrier)
  - 1993: candidato - Diên Biên Phú
- BAFTA alla migliore colonna sonora
  - 1970: candidato - Donne in amore (Women in Love)
  - 1979: candidato - Giulia (Julia)